# مقاطعة زرند
مقاطعة زرند (بالفارسية: شهرستان زرند) هي مقاطعة في محافظة كرمان في إيران. عاصمة المقاطعة هي زرند. في تعداد عام 2006م، بلغ عدد سكان المقاطعة 119,144 نسمة في 28,746 عائلة. تنقسم إلى منطقتين ناحيتين: الناحية المركزية وناحية يزدان أباد. وفيها أربعة مدن هي: زرند، خانوك، ريحان شهر، يزدان شهر.